# Hồng Vân, Hà Nội
Hồng Vân là một xã thuộc thành phố Hà Nội, Việt Nam.
Ngày 16 tháng 6 năm 2025, Quốc hội Việt Nam quyết định sắp xếp toàn bộ diện tích tự nhiên, quy mô dân số của các xã Hà Hồi, Hồng Vân, Liên Phương, Vân Tảo, một phần các xã Duyên Thái, Ninh Sở (huyện Thường Tín cũ) và một phần xã Đông Mỹ thuộc huyện Thanh Trì cũ thành xã mới có tên gọi là xã Hồng Vân.

## Địa lý
Xã Hồng Vân nằm ở phía đông của huyện Thường Tín, cách trung tâm thành phố Hà Nội 18 km về phía nam, với chiều dài hơn 4,5 km, chiều rộng khoảng 2 km, có vị trí địa lý:
- Phía bắc giáp xã Nam Phù
- Phía nam giáp xã Thường Tín
- Phía tây giáp xã Vân Tảo
- Phía đông giáp sông Hồng và Hưng Yên
- Phía đông nam giáp xã Chương Dương và Thượng Phúc.

### Địa hình
Là một xã đồng bằng, địa hình của xã phân bố thấp dần từ Bắc xuống Nam và từ Tây sang Đông, thuận lợi cho việc tưới tiêu chủ động. Địa hình nhìn chung bằng phẳng, độ cao giữa các phần lãnh thổ chênh lệch không đáng kể.

### Khí hậu
Xã Hồng Vân cũng như nhiều địa phương khác thuộc đồng bằng Bắc Bộ, chịu ảnh hưởng trực tiếp của khí hậu nhiệt đới, gió mùa. Thuận lợi cho sản xuất nông nghiệp.
Nhiệt độ:
- Nhiệt độ trung bình năm 23,80C
- Nhiệt độ trung bình cao nhất 35 °C - 370C (tháng 6 - tháng 8), thường kèm theo mưa to.
- Nhiệt độ trung bình thấp nhất có năm xuống dưới 100C (tháng 12 đến tháng 1), có khi kèm theo sương muối.

Gió: Hướng gió chủ đạo: gió Đông Nam về mùa hè, gió Đông Bắc về mùa đông. Vận tốc gió trung bình 2 m/s.
Bão: Xã ít chịu ảnh hưởng trực tiếp của bão, chủ yếu ảnh hưởng gây mưa lớn, hàng năm thường có 5-7 cơn bão gây mưa lớn.
Mưa: Lượng mưa trung bình hàng năm thường từ 1.600– 1.800 mm.
Độ ẩm không khí: Độ ẩm không khí trung bình năm là 83%, thấp nhất trung bình là 80%(tháng 1), cao nhất trung bình là 88% (tháng 3).
Nắng: Tổng số giờ nắng trong năm khoảng 1.600 - 1.800 giờ/năm.